# Laphroaig
Laphroaig (IPA [ləˈfrɔɪɡ]; ) è un'industria scozzese di Islay, località delle isole Ebridi, specializzata nella produzione di whisky monodistilleria di diverse gradazioni e invecchiamenti.

## Storia
La distilleria Laphroaig (il nome significa la bella buca sull'ampia baia, in inglese "the beautiful hollow by the broad bay") fu creata nel 1815 da Alex e Donald Johnston. I fratelli Johnston erano in realtà McCabes, del Clan Donald, che cambiarono i loro nomi in seguito al fallimento della sommossa dei Giacobiti e si stabilirono nell'isola di Islay.
I loro discendenti portarono avanti la distilleria fino al 1887, quando essa passò alla famiglia degli Hunter. Questi ultimi, a loro volta, condussero la distilleria fino al 1954, quando Ian Hunter (che non aveva figli) morì e lasciò la distilleria ad uno dei suoi dirigenti, Bessie Williamson.
La distilleria fu venduta alla Long John International negli anni sessanta e successivamente divenne parte della Allied Domecq. 
Il marchio fu poi acquistato da Fortune Brands nel 2005, come uno dei marchi privati appartenenti a Pernod Ricard per ottenere approvazione normatica per i suoi takeover di Allied Domecq. Nello stesso anno l'imbottigliamento invecchiato di 10 anni è stato ridotto in percentuale dal 43% allo standard mondiale del 40%. Dal 2011 è di proprietà di Beam Inc.

## Cultura di massa
Il whisky Laphroaig è citato in varie opere letterarie e musicali:
- Divina invasione (1981), romanzo della Trilogia di Valis di Philip K. Dick
- Il mio amico (2003), brano musicale interpretato da Alessandro Haber
- La misteriosa fiamma della regina Loana (2004), romanzo di Umberto Eco
- Le stesse molecole (2012), brano musicale interpretato da Briga

## Prodotti
Laphroaig è considerato uno degli scotch whisky più apprezzati per il suo gusto intenso, aromatizzato dalla torba che profuma ed avvolge il palato. Sono in vendita whisky invecchiati di 10 e 15 anni; una produzione più limitata ma certamente più pregiata è quella degli scotch whisky di 30 anni, fino ad arrivare alle poche bottiglie invecchiate di ben 40 anni.

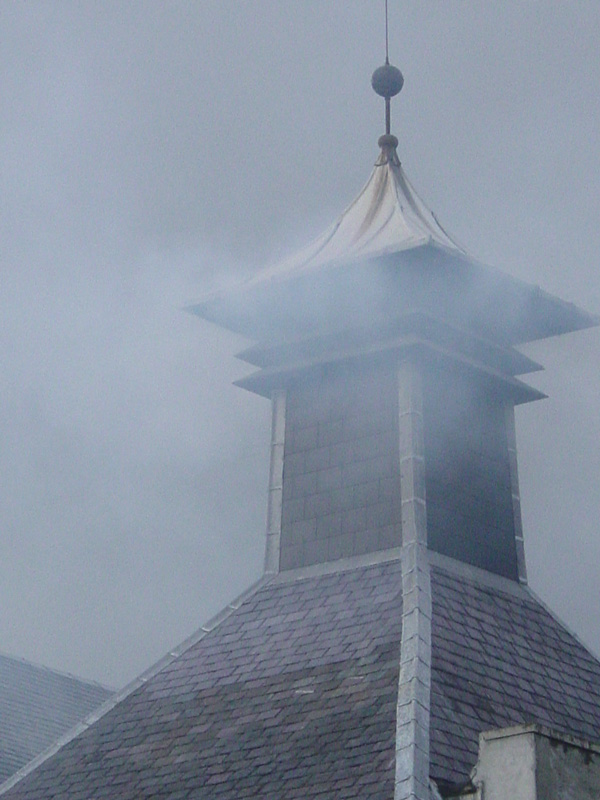
Un comignolo di una fornace in stile "pagoda" caratteristica a Laphroaig

Secondo il Fabbricante, una goccia d'acqua nel bicchiere dovrebbe esaltare a pieno l'aroma di questo eccellente scotch whisky.
Per ricreare il gusto degli storici whisky, Laphroaig ha condotto diversi esperimenti. Recentemente è stato introdotto il Laphroaig Quarter Cask: usando "cestelli" (cask) più piccoli ed evitando la cosiddetta chill filtering, si ritiene che il Quarter Cask Single Malt abbia lo stesso sapore di un whisky che sia stato distillato circa 100 anni fa.

### Edizioni in commercio
- Invecchiato 10 anni
- Invecchiato 10 anni - original cask strength
- Quarter Cask
- Triple Wood
- Lore
- Invecchiato 15 anni
- Invecchiato 18 anni
- Invecchiato 25 anni
- Invecchiato 27 anni
- Invecchiato 30 anni
- Invecchiato 32 anni
- Invecchiato 40 anni

### Edizioni speciali
Un'edizione speciale è stata prodotta per l'annuale Islay Festival:
- 2006 1994

Un'altra edizione speciale è il Laphroaig Triple Wood, un imbottigliamento prodotto a fine 2008 e attualmente disponibile nella versione di 1 litro solo presso i duty free.

## Friends of Laphroaig
Nel 1994 fu stabilito il Friends of Laphroaig Club, i cui membri hanno diritto al fitto a vita di un piede quadrato (<0.1 m²) di terra nell'isola di Islay. Il pagamento annuale di tale fitto è una misura di Laphroaig che può essere ottenuta solo richiedendola di persona presso la distilleria. La rendita non è cumulabile.